# Knipolegus aterrimus
Knipolegus aterrimus là một loài chim trong họ Tyrannidae.